# セバスティアーノ・シヴィーリア
セバスティアーノ・シヴィーリア(Sebastiano Siviglia, 1973年3月29日 - )は、イタリア・パリッツィ出身の元サッカー選手、現サッカー指導者。現役時代のポジションはDF（センターバック）。

## 経歴
パルマACを皮切りに、ASGノチェリーナ、エラス・ヴェローナFC、アタランタBC、ASローマ、USレッチェと数々のクラブを渡り歩く。2004年夏にSSラツィオへレンタル移籍となり、2004-05シーズンは主にフェルナンド・コウトとコンビを組んだ。シーズン終了後にパルマへレンタルバックするも、すぐにラツィオへ完全移籍。以後、同クラブおけるセンターバックのファーストチョイスとなった。
2010年に現役を引退すると指導者に転身。テルナーナ・カルチョのプリマヴェーラを率いていた2016年8月12日、クリスティアン・パヌッチに代わりトップチームの監督に昇格した。2018-19シーズンより、USレッチェのプリマヴェーラで指揮を執ることとなった。2021年7月、カルピFCの監督に就任したが、財政的な問題によりカルピはセリエCへの参加が認められず、カルピを本拠地とする別のクラブがセリエDに参加することとなった。シヴィーリアはこのクラブの指揮を執ることはなかった。2022年6月13日、ポテンツァ・カルチョの監督に就任した。

## タイトル
ノチェリーナ
- セリエC2 : 1994-95

ローマ
スーペルコッパ・イタリアーナ : 2001
ラツィオ
コッパ・イタリア : 2008-09
スーペルコッパ・イタリアーナ : 2009